# Leicester Silk Buckingham
Leicester Silk Buckingham, född den 29 juni 1828 i London, död den 15 juli 1867 i Margate, var en brittisk dramatisk författare. Han var son till James Silk Buckingham.
Buckingham ledsagade sin far på dennes resor i Amerika, Frankrike och Orienten samt vann sedan ett namn som föreläsare, utgivare av populärhistoriska arbeten och komediförfattare i den lättare genren. Hans komedier och farser är mestadels starkt beroende av franska förebilder. Från 1857 till sin död var han i The Morning Star en av Londons mest kända teater- och musikkritiker.